# Базарські в'язи
База́рські в'я́зи — ботанічна пам'ятка природи місцевого значення в Україні. Розташована на території Коростенського району Житомирської області, в селі Базар.
Площа 0,2 га. Статус присвоєно 2020 року. Перебуває у віданні: Народицька селищна рада.
Статус присвоєно для охорони та збереження 10 старовікових дерев в'яза гладкого, які зростають уздовж центральної вулиці села та у дворах місцевих жителів. Вік дерев — 180—200 років, висота — 26—30 метрів, діаметр — 80—120 см. Дерева мають значно більшу цінність, ніж старовікові дерева дуба звичайного. Вони не мають ознак захворювання судинним мікозом, тому можуть використовуватись як генетичний матеріал.